# Gotfryd II Brodaty
Gotfryd II Brodaty (zm. 1069) – książę Górnej Lotaryngii w latach 1044–1047 (jako Gotfryd III) i Dolnej Lotaryngii w latach 1065–1069 (jako Gotfryd II).
Był synem Gozelo I Wielkiego, księcia Górnej i Dolnej Lotaryngii. Po śmierci ojca w 1044 roku nadaniem Henryka III Salickiego został księciem Górnej Lotaryngii. Dolna Lotaryngia przypadła młodszemu bratu Gotfryda - Gozelo II Próżniakowi. Wskutek buntu przeciw cesarzowi (wspieranego przez Dirka IV i Baldwina V Flandryjskiego) został uwięziony i pozbawiony władzy. W 1057 roku wyruszył do Spoleto, które nadał mu jego brat, papież Stefan IX. Utracił je jednak rok później, gdy brat zmarł. W 1059 zainstalował w Stolicy Apostolskiej swojego sojusznika Mikołaja II. W 1065 roku cesarz Henryk IV nadał mu Górną Lotaryngię, którą rządził aż do śmierci.
Poślubił Beatrycze, córkę Fryderyka II, księcia Dolnej Lotaryngii. Z tego małżeństwa pochodzili:
- Gotfryd III Garbaty,
- Ida Lotaryńska, żona Eustachego II z Boulogne,
- Wiltruda.